# WSA World Tour 2009/10
Die WSA World Tour 2009/10 umfasst alle bestätigten Turniere der professionellen Damensquash-Saison 2009/10 der WSA World Tour. Die nach dem Monat sortierte Übersicht zeigt den Ort des Turniers an, dessen Namen, das ausgeschüttete Gesamtpreisgeld, sowie die Siegerin des Turniers. In der abschließenden Tabelle werden sämtliche Turniersiegerinnen nach der Menge ihrer Titel aufgelistet. Dabei ist es nicht relevant, welche Wertigkeit die von der Spielerin gewonnenen Turniere besaßen, auch wenn eine entsprechende Erfassung erfolgt.
In der Saison 2009/10 fanden insgesamt 68 Turniere statt. Das Gesamtpreisgeld betrug 1.314.900 US-Dollar. Weltmeisterin wurde Nicol David, die mit acht Turniersiegen gleichzeitig auch die meisten Titel in dieser Saison gewann.

## Tourinformationen

### Anzahl nach Turnierserie
| Turnierserie | WM 1 | Go 60 2 | Go 45 | Si 30 3 | Si 20 | Tour 4 |
| ------------ | ---- | ------- | ----- | ------- | ----- | ------ |
| Anzahl       | 1    | 2       | 8     | 4       | 4     | 49     |
| Gesamt       | 1    | 10      | 10    | 8       | 8     | 49     |

## Turnierplan

### August
| Datum         | Ort             | Turnier                        | Preisgeld | Siegerin        |
| ------------- | --------------- | ------------------------------ | --------- | --------------- |
| 03.08.–08.08. | Singapur        | CIMB Singapore Masters 2009    | $ 53.500  | Nicol David     |
| 04.08.–09.08. | Vancouver       | Sun & Surf Jericho Open 2009   | $ 11.100  | Latasha Khan    |
| 10.08.–15.08. | Kuala Lumpur    | NSC Series No8 2009            | $ 16.000  | Aisling Blake   |
| 11.08.–16.08. | Mount Maunganui | A1 Homes New Zealand Open 2009 | $ 55.500  | Natalie Grinham |

### September
| Datum         | Ort        | Turnier                                  | Preisgeld | Siegerin         |
| ------------- | ---------- | ---------------------------------------- | --------- | ---------------- |
| 09.09.–12.09. | Chennai    | WISPA Indian Challenger 2009             | $ 4.000   | Anaka Alankamony |
| 09.09.–14.09. | Manchester | British Open Squash Championships 2009   | $ 53.500  | Rachael Grinham  |
| 17.09.–19.09. | Eindhoven  | Cabls Squashtime Open 2009               | $ 4.000   | Annelize Naudé   |
| 20.09.–27.09. | Amsterdam  | Squash-Weltmeisterschaft der Frauen 2009 | $ 118.000 | Nicol David      |

### Oktober
| Datum         | Ort                 | Turnier                                             | Preisgeld | Siegerin        |
| ------------- | ------------------- | --------------------------------------------------- | --------- | --------------- |
| 06.10.–10.10. | Chennai             | Indian Challenger No2 2009                          | $ 8.000   | Orla Noom       |
| 12.10.–18.10. | Hongkong            | Cathay Pacific Gale Well Hong Kong Squash Open 2009 | $ 74.000  | Nicol David     |
| 23.10.–25.10. | Mikkeli             | Savcor Finnish Open 2009                            | $ 6.200   | Deon Saffery    |
| 26.10.–01.11. | Scharm asch-Schaich | Soho Square Championship 2009                       | $ 41.600  | Jenny Duncalf   |
| 27.10.–01.11. | Winnipeg            | Meadowood Pharmacy Winnipeg Winter Club Open 2009   | $ 11.100  | Latasha Khan    |
| 28.10.–01.11. | Shanghai            | Bailian New Era Mall China Open 2009                | $ 8.800   | Chinatsu Matsui |

### November
| Datum         | Ort                    | Turnier                          | Preisgeld | Siegerin               |
| ------------- | ---------------------- | -------------------------------- | --------- | ---------------------- |
| 03.11.–08.11. | New York City          | Carol Weymuller US Open 2009     | $ 42.450  | Jenny Duncalf          |
| 05.11.–08.11. | Cincinnati             | Flying Pig Open 2009             | $ 7.100   | Alana Miller           |
| 09.11.–14.11. | Santiago de Compostela | Santiago Open 2009               | $ 6.800   | Fiona Moverley         |
| 10.11.–14.11. | London                 | Coronation London Open 2009      | $ 8.000   | Dominique Lloyd-Walter |
| 17.11.–23.11. | Doha                   | Qatar Classic 2009               | $ 74.000  | Jenny Duncalf          |
| 18.11.–21.11. | Chennai                | WISPA Indian Challenger No3 2009 | $ 4.000   | Fiona Moverley         |
| 24.11.–29.11. | Scharm asch-Schaich    | Sharm El Sheikh Open 2009        | $ 29.500  | Rachael Grinham        |
| 30.11.–05.12. | Athen                  | Greek Open 2009                  | $ 4.000   | Nicolette Fernandes    |

### Dezember
| Datum         | Ort          | Turnier                            | Preisgeld | Siegerin         |
| ------------- | ------------ | ---------------------------------- | --------- | ---------------- |
| 02.12.–05.12. | Montreal     | Montreal Open 2009                 | $ 5.100   | Suzie Pierrepont |
| 07.12.–11.12. | Monaco       | Monte Carlo Classic 2009           | $ 25.300  | Laura Massaro    |
| 08.12.–12.12. | Kuala Lumpur | NSC Series No9 2009                | $ 4.000   | Low Wee Wern     |
| 11.12.–13.12. | Hillegom     | Flowerbulb Open 2009               | $ 4.000   | Emma Beddoes     |
| 15.12.–19.12. | Kuala Lumpur | NSC Series No10 2009               | $ 4.000   | Low Wee Wern     |
| 18.12.–20.12. | Wien         | McWil Courtwall Austrian Open 2009 | $ 4.000   | Victoria Lust    |

### Januar
| Datum         | Ort       | Turnier                          | Preisgeld | Siegerin        |
| ------------- | --------- | -------------------------------- | --------- | --------------- |
| 13.01.–17.01. | Berwyn    | Liberty Bell Open 2010           | $ 6.700   | Amanda Sobhy    |
| 18.01.–23.01. | Chennai   | WISPA Indian Challenger No4 2010 | $ 8.000   | Joey Chan       |
| 19.01.–24.01. | Greenwich | Harrow Greenwich Open 2010       | $ 37.450  | Alison Waters   |
| 21.01.–24.01. | Brisbane  | Australia Day Challenge 2010     | $ 4.000   | Zoe Petrovansky |
| 26.01.–30.01. | Hongkong  | Chairman’s Cup 2010              | $ 16.000  | Jaclyn Hawkes   |
| 29.01.–31.01. | Southport | FASSP Southport Open 2010        | $ 4.000   | Line Hansen     |
| 29.01.–03.02. | Cleveland | Burning River Classic 2010       | $ 39.050  | Alison Waters   |

### Februar
| Datum         | Ort        | Turnier                         | Preisgeld | Siegerin         |
| ------------- | ---------- | ------------------------------- | --------- | ---------------- |
| 02.02.–07.02. | Linköping  | Zack Swedish Open 2010          | $ 6.200   | Vanessa Atkinson |
| 03.02.–07.02. | Wilmington | Delaware Open 2010              | $ 5.700   | Amanda Sobhy     |
| 16.02.–21.02. | Dayton     | EBS Dayton Open 2010            | $ 21.350  | Kasey Brown      |
| 17.02.–20.02. | Krakau     | McWil Dunlop Polish Open 2010   | $ 6.800   | Lucie Fialová    |
| 24.02.–27.02. | Créteil    | Creteil International Open 2010 | $ 16.000  | Nour El Tayeb    |

### März
| Datum         | Ort          | Turnier           | Preisgeld | Siegerin     |
| ------------- | ------------ | ----------------- | --------- | ------------ |
| 02.03.–07.03. | Chennai      | Chennai Open 2010 | $ 53.500  | Nicol David  |
| 15.03.–20.03. | Kuala Lumpur | CIMB KL Open 2010 | $ 53.500  | Nicol David  |
| 18.03.–21.03. | Genf         | Swiss Open 2010   | $ 4.000   | Gaby Schmohl |

### April
| Datum         | Ort          | Turnier                          | Preisgeld | Siegerin         |
| ------------- | ------------ | -------------------------------- | --------- | ---------------- |
| 06.04.–11.04. | Houston      | Texas Open 2010                  | $ 26.700  | Joelle King      |
| 11.04.–17.04. | Grand Cayman | Cayman Islands Open 2010         | $ 55.300  | Nicol David      |
| 12.04.–17.04. | Kalkutta     | WISPA Indian Challenger No5 2010 | $ 8.000   | Dipika Pallikal  |
| 13.04.–17.04. | Kuala Lumpur | NSC Series No1 2010              | $ 4.000   | Misaki Kobayashi |
| 20.04.–24.04. | St. Louis    | Racquet Club International 2010  | $ 12.150  | Amanda Sobhy     |

### Mai
| Datum         | Ort          | Turnier                              | Preisgeld | Siegerin          |
| ------------- | ------------ | ------------------------------------ | --------- | ----------------- |
| 02.05.–08.05. | Hurghada     | Hurghada International 2010          | $ 26.200  | Omneya Abdel Kawy |
| 06.05.–09.05. | Darwin       | Top End Open 2010                    | $ 6.100   | Lisa Camilleri    |
| 07.05.–10.05. | Natick       | New England Open 2010                | $ 5.100   | Amanda Sobhy      |
| 13.05.–16.05. | Carcassonne  | Carcassonne City Open 2010           | $ 5.700   | Line Hansen       |
| 14.05.–16.05. | Southport    | American Express FASSP SRC Open 2010 | $ 4.000   | Olivia Blatchford |
| 20.05.–23.05. | Saarbrücken  | German Open 2010                     | $ 9.200   | Joshna Chinappa   |
| 21.05.–23.05. | Almere       | Hemubo Almere Trophy 2010            | $ 4.000   | Aisling Blake     |
| 25.05.–29.05. | Kuala Lumpur | NSC Series No2 2010                  | $ 4.000   | Sharon Wee        |
| 27.05.–30.05. | Perth        | Black Knight Open 2010               | $ 4.000   | Lisa Camilleri    |

### Juni
| Datum         | Ort           | Turnier                                  | Preisgeld | Siegerin       |
| ------------- | ------------- | ---------------------------------------- | --------- | -------------- |
| 11.06.–15.06. | Hawally       | Sheikha Saad Al Sabah International 2010 | $ 11.600  | Annie Au       |
| 17.06.–20.06. | Adelaide      | South Australian Open 2010               | $ 4.000   | Lisa Camilleri |
| 22.06.–26.06. | Kuala Lumpur  | NSC Series No3 2010                      | $ 4.000   | Kylie Lindsay  |
| 27.06.–30.06. | Hongkong      | Chairman’s Cup 2010                      | $ 8.000   | Rebecca Chiu   |
| 29.06.–04.07. | Le Port-Marly | Des Pyramides Open 2010                  | $ 17.250  | Annie Au       |

### Juli
| Datum         | Ort          | Turnier                                       | Preisgeld | Siegerin       |
| ------------- | ------------ | --------------------------------------------- | --------- | -------------- |
| 02.07.–04.07. | Melbourne    | Victorian Open 2010                           | $ 4.000   | Lisa Camilleri |
| 08.07.–11.07. | Hobart       | Tasmanian Open 2010                           | $ 4.000   | Lisa Camilleri |
| 17.07.–18.07. | Sydney       | NSW Classic 2010                              | $ 6.800   | Lisa Camilleri |
| 19.07.–24.07. | Kuala Lumpur | CIMB Malaysian Open Squash Championships 2010 | $ 53.500  | Nicol David    |
| 26.07.–31.07. | Singapur     | CIMB Singapore Masters 2010                   | $ 53.500  | Nicol David    |
| 30.07.–01.08. | Rockhampton  | Rock Building Society Queensland Open 2010    | $ 4.000   | Lisa Camilleri |

## Turniersiegerinnen
| Platz | Spielerin              | Siege | WM 1 | Go 60 2 | Go 45 | Si 30 3 | Si 20 | Tour 4 |
| ----- | ---------------------- | ----- | ---- | ------- | ----- | ------- | ----- | ------ |
| 1.    | Nicol David            | 8     | 1    | 1       | 6     |         |       |        |
| 2.    | Lisa Camilleri         | 7     |      |         |       |         |       | 7      |
| 3.    | Amanda Sobhy           | 4     |      |         |       |         |       | 4      |
| 4.    | Jenny Duncalf          | 3     |      | 1       |       | 2       |       |        |
| 5.    | Annie Au               | 2     |      |         |       |         |       | 2      |
| 5.    | Aisling Blake          | 2     |      |         |       |         |       | 2      |
| 5.    | Rachael Grinham        | 2     |      |         | 1     |         | 1     |        |
| 5.    | Line Hansen            | 2     |      |         |       |         |       | 2      |
| 5.    | Latasha Khan           | 2     |      |         |       |         |       | 2      |
| 5.    | Fiona Moverley         | 2     |      |         |       |         |       | 2      |
| 5.    | Alison Waters          | 2     |      |         |       | 2       |       |        |
| 5.    | Low Wee Wern           | 2     |      |         |       |         |       | 2      |
| 13.   | Anaka Alankamony       | 1     |      |         |       |         |       | 1      |
| 13.   | Vanessa Atkinson       | 1     |      |         |       |         |       | 1      |
| 13.   | Emma Beddoes           | 1     |      |         |       |         |       | 1      |
| 13.   | Olivia Blatchford      | 1     |      |         |       |         |       | 1      |
| 13.   | Kasey Brown            | 1     |      |         |       |         |       | 1      |
| 13.   | Joey Chan              | 1     |      |         |       |         |       | 1      |
| 13.   | Joshna Chinappa        | 1     |      |         |       |         |       | 1      |
| 13.   | Rebecca Chiu           | 1     |      |         |       |         |       | 1      |
| 13.   | Nour El Tayeb          | 1     |      |         |       |         |       | 1      |
| 13.   | Nicolette Fernandes    | 1     |      |         |       |         |       | 1      |
| 13.   | Lucie Fialová          | 1     |      |         |       |         |       | 1      |
| 13.   | Natalie Grinham        | 1     |      |         | 1     |         |       |        |
| 13.   | Jaclyn Hawkes          | 1     |      |         |       |         |       | 1      |
| 13.   | Omneya Abdel Kawy      | 1     |      |         |       |         | 1     |        |
| 13.   | Joelle King            | 1     |      |         |       |         | 1     |        |
| 13.   | Misaki Kobayashi       | 1     |      |         |       |         |       | 1      |
| 13.   | Kylie Lindsay          | 1     |      |         |       |         |       | 1      |
| 13.   | Dominique Lloyd-Walter | 1     |      |         |       |         |       | 1      |
| 13.   | Victoria Lust          | 1     |      |         |       |         |       | 1      |
| 13.   | Laura Massaro          | 1     |      |         |       |         | 1     |        |
| 13.   | Chinatsu Matsui        | 1     |      |         |       |         |       | 1      |
| 13.   | Alana Miller           | 1     |      |         |       |         |       | 1      |
| 13.   | Annelize Naudé         | 1     |      |         |       |         |       | 1      |
| 13.   | Orla Noom              | 1     |      |         |       |         |       | 1      |
| 13.   | Dipika Pallikal        | 1     |      |         |       |         |       | 1      |
| 13.   | Zoe Petrovansky        | 1     |      |         |       |         |       | 1      |
| 13.   | Suzie Pierrepont       | 1     |      |         |       |         |       | 1      |
| 13.   | Deon Saffery           | 1     |      |         |       |         |       | 1      |
| 13.   | Gaby Schmohl           | 1     |      |         |       |         |       | 1      |
| 13.   | Sharon Wee             | 1     |      |         |       |         |       | 1      |

 1 WSA Weltmeisterschaft

 2 WSA Gold

 3 WSA Silver

 4 WSA Tour